# Herman Kahn
Pour les articles homonymes, voir Kahn.
Herman Kahn (15 février 1922 à Bayonne (New Jersey) – 7 juillet 1983 à Chappaqua (New York)) est l'un des grands futurologues du dernier tiers du XXe siècle. Employé par la RAND Corporation, il s'imposa d'abord comme penseur de la géostratégie et théoricien des systèmes, avant de devenir l’âme d’un « think tank », l’Institut Hudson. Il s'efforça de penser les conséquences d'une guerre nucléaire ce qui l'amena à préconiser le développement de techniques de survie appropriées ; ces préoccupations en firent l'une des sources d’inspiration du film satirique de Stanley Kubrick, Le Docteur Folamour.

## Ses origines
Kahn est né d'un couple de tailleurs juifs originaires d'Europe centrale. Il grandit dans le Bronx, puis à Los Angeles après le divorce de ses parents. Il suivit les cours de physique de l’UCLA. Au cours de la Seconde guerre mondiale, il servit dans les transmissions en Birmanie. Au terme de la guerre, il passa sa licence à UCLA et s'inscrivit en thèse au Caltech. Il interrompit ses études faute d'argent, mais obtint le M.Sc. Il fut embauché chez un promoteur immobilier, puis un ami, Samuel Cohen, futur inventeur de la bombe à neutrons, le fit recruter chez RAND Corporation. Il y travailla au développement de la bombe à hydrogène, puis partit travailler au Laboratoire national Lawrence Livermore en Californie du Nord, où il collabora avec Edward Teller, John von Neumann, Hans Bethe, et le mathématicien Albert Wohlstetter.

## Ses théories sur la guerre froide
Kahn s'est surtout imposé par les multiples stratégies qu'il imagina au cours de la guerre froide pour faire face à l’« impensable », à savoir l’équilibre de la terreur, ce qu'il fit en s’appuyant sur la théorie des jeux (Kahn est, à ce sujet, considéré comme l’un des pères de l’analyse par scénarios). Vers le milieu des années 1950, la stratégie nucléaire du gouvernement Eisenhower, telle qu’elle fut résumée par le Secrétaire d'État John Foster Dulles, était celle des « représailles massives ». Cette politique, surnommée politique du New Look, consistait à répliquer à toute attaque soviétique par l’emploi de l’arme nucléaire. L'armée de l’URSS, en effet, disposait d'effectifs bien supérieurs à ceux de l'armée américaine, et pour cette raison même elle menaçait trop de points du globe pour que les Américains puissent y faire face de manière conventionnelle.
Kahn considérait que cette politique était intenable parce qu'elle était simpliste et potentiellement instable. Il n'était pas difficile d'imaginer que cette doctrine du "New Look" suscitait les risques d'attaque nucléaire en donnant aux Soviétiques une bonne raison d'attaquer avec des armes nucléaires les bases de porteurs d'engins américaines avant toute attaque conventionnelle en un autre point du globe (par ex. en Corée, Afrique, etc.), tuant dans l’œuf toute possibilité de réplique et contraignant les États-Unis à la guerre conventionnelle qu'ils voulaient précisément éviter.
En 1960, alors que les tensions de la guerre froide étaient à leur paroxysme avec la « Crise du Spoutnik » et qu'on s'inquiétait d'un écart croissant (missile gap) entre les arsenaux nucléaires des deux blocs, Kahn publia un essai intitulé On Thermonuclear War, dont le titre est une allusion transparente au traité classique du XIXe siècle « De la guerre » du stratège prussien Carl von Clausewitz. La thèse que Kahn y exposait repose sur deux hypothèses, l’une évidente, l’autre très discutable : premièrement, qu'une guerre nucléaire est plausible, puisque les États-Unis et l’Union soviétique disposent désormais d’arsenaux nucléaires massifs pointés l'un vers l'autre ; deuxièmement que, comme toute guerre, elle aura un vainqueur.
Selon Kahn, qu'un tel conflit fasse des centaines de millions de victimes ou que « seules » quelques métropoles soient détruites, cela n’empêchera pas la vie humaine de subsister, de même qu’elle a par exemple résisté à la Peste noire qui avait dépeuplé l’Europe au XIVe siècle, ou de même que le Japon s’est remis de l’attaque nucléaire limitée de 1945, contrairement aux scénarios apocalyptiques inspirés du déroulement des guerres conventionnelles. Les différentes issues pouvaient bien être plus horribles que tout ce qu’on avait pu voir ou imaginer jusque-là : il n'en demeure pas moins que certaines seraient pires que d’autres. Quelle que puisse être l’ampleur des destructions, les survivants n’en viendront jamais, selon l’auteur, « à envier le sort des morts » : croire le contraire reviendrait à conclure que la dissuasion est finalement sans fondement. Si les Américains ne sont pas prêts à accepter les conséquences d’un conflit nucléaire, quel que soit son degré d'horreur, alors leur menace perd toute crédibilité. Sans une détermination implacable et sans faille d’« appuyer sur le bouton », toute la batterie des préparatifs et des déploiements militaires n’est qu'un bluff coûteux.
Cet essai se présente comme une application de la théorie des systèmes et de la théorie des jeux à la stratégie et à l’économie. Kahn estimait que, pour que la dissuasion ait quelque effet, il fallait convaincre les Soviétiques que les États-Unis sont encore capables de frapper après-coup (second strike), afin que les membres du Politburo soient bien conscients que l’attaque la plus minutieuse de leur camp n'empêchera jamais une salve de représailles de laisser leur pays entièrement détruit :

« À tout le moins, une dissuasion américaine adéquate doit fournir un fondement objectif aux calculs que pourraient faire les Soviétiques, qui les persuaderaient que, quelles que soient leurs précautions ou leur ingéniosité, attaquer les États-Unis conduirait à un gros risque, voire à la certitude d’une destruction à grande échelle des infrastructures civiles et militaires de l’Union soviétique. »

— H. Kahn, On Thermonuclear War (1960)
En apparence, ce raisonnement rappelle la doctrine antérieure de l’équilibre de la terreur, ou "Mutual Assured Destruction", mais Kahn critique précisément cette doctrine, émanant de John von Neumann : dans la pensée stratégique de Herman Kahn, disposer d'importantes forces conventionnelles constitue un élément-clef de la puissance, car elles permettront de résorber efficacement les tensions provoquées par des conflits mineurs de par le monde sans recourir de manière déraisonnable à l’option nucléaire.
En 1962 Hermann Khan publie pour la Rand Corporation une échelle d'escalade des conflits à 12 échelons qu'il étend à 44 échelons en 1965  :
1. Crise apparente
2. Gestes politiques, économiques et diplomatiques
3. Déclarations solennelles et formelles
4. Durcissement des positions, Confrontation des volontés.
5. Démonstration de force
6. Une mobilisation importante
7. Harcèlement « légal » – Rétorsions
8. Actes de violence et de harcèlement
9. Confrontations militaires dramatiques
10. Rupture provocatrice des relations diplomatiques.
11. Statut Super-Prêt
12. Grande guerre conventionnelle (ou actions).
13. Escalade composée de grande ampleur
14. Déclaration de guerre conventionnelle limitée
15. Une guerre à peine nucléaire
16. Les « ultimatums » nucléaires
17. Évacuations limitées (20%)
18. Démonstration spectaculaire ou démonstration de force
19. Attaque de contre-force « justifiable »
20. Embargo ou blocus « pacifique » à l'échelle mondiale
21. Guerre nucléaire locale – exemplaire
22. Déclaration de guerre nucléaire limitée
23. Guerre nucléaire locale – Militaire
24. Contre-mesures inhabituelles, provocatrices et importantes
25. Évacuation (70%)
26. Attaque de démonstration contre la zone intérieure
27. Attaque exemplaire contre des militaires
28. Attaques exemplaires contre les biens
29. Attaques exemplaires contre la population
30. Évacuation complète (95%)
31. Représailles réciproques
32. Déclaration officielle de guerre « générale »
33. Contre-guerre de « propriété » au ralenti
34. Guerre de contre-force au ralenti
35. Salve de réduction de force contrainte
36. Attaque désarmante contrainte
37. Attaque de contre-force avec évitement
38. Attaque de contre-force non modifiée
39. Guerre de contre-ville au ralenti
40. Salve de contre-valeur
41. Attaque désarmante augmentée
42. Attaque de dévastation civile
43. Guerre générale contrôlée
44. Spasme/Guerre insensée

## «Penser l'impensable»
Sa détermination à envisager le pire ternit la réputation de Kahn, homme pourtant réputé affable en privé. Contrairement à la plupart des géostratèges, Kahn était entièrement prêt à examiner les différentes situations possibles dans un monde post-nucléaire. Aucun des scénarios conventionnels ne le rebutait. Il ne voyait par exemple dans les retombées nucléaires qu’un désagrément ou une contrainte supplémentaire pour les survivants ; même le risque de stérilité ou les malformations ne provoqueraient pas l’extinction de l’Homme, parce que de toute façon une majorité de survivants ne serait pas affectée. La nourriture contaminée serait réservée à la consommation des personnes âgées, probablement destinées à mourir avant qu’un cancer lié à la radioactivité ne les frappe. Quelques préparatifs, même peu ambitieux : construire un abri antiatomique, prévoir des scénarios d’évacuation, et faire des exercices de sécurité civile (mesures aujourd'hui symptomatiques de la paranoïa des années 1950) suffiraient à insuffler à la population la volonté de rebâtir.Il allait jusqu'à recommander au gouvernement de proposer aux propriétaires une assurance contre les dégâts nucléaires. Kahn estimait que la mise sur pied d'un dispositif efficace de sécurité civile constituait une forme de dissuasion supplémentaire, parce qu'elle mettait l'ennemi au défi de vraiment ruiner un pays, faisant ainsi perdre à l'option nucléaire une partie de ses séductions. La préparation à de telles éventualités était, selon Kahn, le prix à payer pour épargner à l'Europe la destruction massive que prévoyait la doctrine antérieure de l’équilibre de la terreur.
Quelques pacifistes, parmi lesquels A. J. Muste et Bertrand Russell, ont apprécié le livre de Kahn, en ce qu'il donnait une argumentation solide pour évoluer vers le désarmement en montrant qu'une guerre nucléaire était inévitable ; mais d'autres l'ont violemment critiqué en argumentant que l'idée selon laquelle on peut sortir vainqueur d'un tel conflit ne fait que le rendre plus probable.

## Un «think tank»: l'Institut Hudson
En 1961, Kahn, Max Singer et Oscar Ruebhausen, fondèrent à Croton-on-Hudson (où vivait Kahn) un laboratoire d'idées politiques, l’Institut Hudson. Ils recrutèrent plusieurs hommes en vue pour leurs anticipations, tels le sociologue Daniel Bell, le philosophe Raymond Aron ou le romancier Ralph Ellison, auteur du classique L’Homme invisible (1952). Piqué par la fureur de ses critiques, Kahn en rabattit quelque peu de ses ambitions, répondant à leurs arguments dans un nouvel essai, Thinking About the Unthinkable (1962) et un traité de géostratégie, De l’Escalade (1965). De 1966 à 1968, au plus fort de la guerre du Viêt Nam, Kahn servit comme consultant du département de la Défense et s'opposa aux partisans d'une négociation directe avec le Nord-Vietnam, car selon lui la seule réponse appropriée était l'escalade de la violence. Faute de tenir le choc, le gouvernement américain n'aurait plus selon lui qu'à chercher une porte de sortie, situation que Kahn évoquait par un sien néologisme, la « vietnamisation ». Herman Kahn et l'Institut Hudson déconseillèrent l'armement de milices contre-révolutionnaires ; et quoique cette stratégie fût adoptée ils continuèrent de suggérer comment il fallait mener l'insurrection. Kahn déclara dans une interview qu'il préférait éviter de conseiller directement le Secrétaire d'État à la Défense, car à un tel niveau, la mésentente était passible de trahison, ce qui n'est pas le cas quand on ne désapprouve qu'un sous-secrétaire d'État. Avec le recul, les critiques de l'Institut relativement à la stratégie américaine au Viêt-Nam paraissent visionnaires. Les généraux américains avaient contacté des agents britanniques ayant une expérience positive des menées contre-révolutionnaires en Malaisie, et c'est avec leur aide qu'ils mirent au point leur plan d'action. Or Kahn et son institut voyaient une grande différence entre les deux théâtres d'opération (Vietnam et Malaisie) : les autorités britanniques, en effet, disposaient de relais efficaces dans les administrations rurales de Malaisie. Et l'examen des guerres contre-révolutionnaires dans l'histoire contemporaine montre une corrélation évidente entre la victoire et un appui policier important. Kahn déclara à ce sujet : « Le but d'une armée est de protéger vos forces de police. Au Viêt-Nam, notre armée ne servait à rien. »

## «L’an 2000»
En 1967, Herman Kahn, Anthony J. Wiener et d'autres membres de l'Institut Hudson publièrent « L’an 2000, un canevas de spéculations pour les 32 prochaines années. » Le Tableau XVIII est une liste des « cent progrès techniques très probables du dernier tiers du XXe siècle ». En voici un extrait :
1. Nouvelles applications des lasers.
2. Matériaux à ultra-haute résistance.
3. Textiles à haute performance.
4. Nouveaux matériaux pour les biens d'équipement et la mécanique.
5. Nouveaux aéronefs (à effet de sol, appareils à réaction géants ou supersoniques, appareils à décollage vertical.)
6. Généralisation des applications commerciales des explosifs à charge creuse.
7. Amélioration des prédictions météorologiques.
8. Développement de l’agriculture et de la sylviculture tropicales.
9. Nouvelles sources d'énergie pour les infrastructures.
10. Nouvelles sources d'énergie transportables.
Parmi les 90 dernières lignes, on trouve pêle-mêle :
26. Généralisation de l'emploi de réacteurs nucléaires.
38. Techniques fiables et économiques de contrôle des naissances.
41. Facilité accrue de changer de sexe pour les enfants et/ou les adultes.
57. Poste automatique de crédit, d'interrogation de compte et d'opérations bancaires.
67. Extraction opérationnelle des gaz de schiste.
74. Généralisation de l'emploi d’ordinateurs individuels dans les affaires.
81. Radiomessagerie individuelle (et peut-être même téléphone portables)
84. Ordinateurs domestiques permettant de gérer un foyer et de communiquer avec le reste du monde.

## Ultimes prédictions
Avec le climat de relative détente des années 1970, Kahn reprit son travail de futurologue, spéculant sur un potentiel Armageddon. À cette époque, l'Institut Hudson se mit en tête de réfuter les essais apocalyptiques appréciés du public, comme « La bombe démographique » de Paul R. Ehrlich (1968), La Tragédie des biens communs de Garrett Hardin (1968), de la même veine, ou le manifeste du Club de Rome intitulé « Halte à la croissance ? » (1972). Pour Kahn, le capitalisme et la technologie étaient source de progrès potentiellement illimité ; la colonisation de l'espace était à portée de main, ce n'était pas un rêve lointain. La dernière année de sa vie (1983), Kahn approuva la politique de Ronald Reagan dans The Coming Boom: Economic, Political, and Social, et tourna grossièrement en dérision les idées de Jonathan Schell sur les effets à long terme de la guerre nucléaire. Dans son essai de 1976 intitulé The Next 200 Years, il n'hésitait pas à dresser un tableau économique euphorique pour l'année 2176 ! Parmi les divers ouvrages qu'il consacra à la systémique, il y a lieu de distinguer Techniques in System Theory, qui connut une large diffusion.
Kahn mourut d'un infarctus en 1983, à l’âge de 61 ans.

## Kahn et le cinéma
Kahn est, avec John von Neumann, Edward Teller, le général McNamara et Wernher von Braun, l'un des savants qui ont inspiré le personnage du Docteur Folamour, dans le film homonyme de Stanley Kubrick paru en 1964. On a dit que Kubrick s'était lui-même plongé dans le livre de Kahn, On Thermonuclear War. Kubrick rencontra Kahn personnellement, et ce dernier lui suggéra l'idée de la Machine de l’Apocalypse, censée détruire d'un coup la planète entière en cas d’attaque nucléaire. Dans le film, le Dr Folamour fait allusion à un rapport de la « BLAND Corporation » sur la Machine de l’Apocalypse. Ce genre de menace était précisément de celles que Kahn jugeait inefficaces, car elles ne relèvent en réalité que du bluff.
Kahn a également inspiré le personnage de l'excentrique Pr Groteschele dans le film de Sidney Lumet, Point limite, où le président des États-Unis (interprété par Henry Fonda) tente d'éviter un holocauste nucléaire à la suite d'une attaque de bombardiers accidentelle vers Moscou.

## Œuvres
- De l’Escalade : métaphores et scénarios [« On Escalad »] (trad. Magdeleine Paz), Paris, Calmann-Lévy, 1966, 362 p., préface du général Stehlin
- L'an 2000, la bible des 30 prochaines années [« The Year 2000: A Framework for Speculation on the Next Thirty-Three Years »], Éditions Marabout, coll. « Université n°225 », 1967 puis 1972 (ISBN 0-02-560440-6)
- L'ascension japonaise : Naissance d'un super-État. Défi et réponse [« The Emerging Japanese Superstate : Challenge and Response »] (trad. Pierre de Place), Paris, Laffont, coll. « Monde qui se fait », 1971
- À l’assaut du futur, prévision à court et à moyen terme, la présente et la prochaine décennie [« Things to Come: Thinking About the Seventies and Eighties »], Robert Laffont, 1973, 316 p., in-8° broché
- (en) On Thermonuclear War (1960, Princeton University Press), (ISBN 0-313-20060-2)
- (en) Emerging Japanese Superstate : Challenge and Response (1971) (Prentice Hall), (ISBN 0-132-74670-0)
- (en) The Next 200 Years (1976), éd. William Morrow & Co, (ISBN 0-688-08029-4)
- (en) The Japanese challenge: The success and failure of economic success (1976), éd. William Morrow & Co, (ISBN 0-688-08710-8)
- (en) A new kind of class struggle in the United States? (1977, Corporate Environment Program. Research memorandum)
- (en) World Economic Development: 1979 and Beyond (1979), Westview Press, (ISBN 0-688-03479-9)
- (en) Will she be right?: The future of Australia (1980), University of Queensland Press, 199 p. (ISBN 0-702-21569-4)
- (en) The Coming Boom: Economic, Political, and Social (1984, posthume), éd. Simon & Schuster, (ISBN 0-671-49265-9)